# Колыбелька
Колыбелька — село в Краснозёрском районе Новосибирской области России, административный центр Колыбельского сельсовета.

## Название
Название селу дали первые переселенцы по одноимённому селу на речке Колыбельке, впадающей в Дон.

## История
По одним данным первые поселенцы из европейский части России (преимущественно с Украины) на территории села  появились в 1895-1898 годах. В книге «Списки населённых мест сибирского края, округа Западной Сибири, 1928 год. Том I» указано, что село образовалось в 1910 году.
В 1921 году в селе было организовано обучение в виде ликбеза в одном из крестьянских домов.
В 20-е годы XX века в селе жил только один кулак — Олемский Иван Фёдорович, имевший трёх лошадей, трёх коров, лобогрейку и сенокосилку. В 1924 году он  выстроил большой деревянный дом, сданный под школу.
В 1925 году село относилось к Бабушканскому сельскому совету Карасукского района Славгородского уезда Омской губернии. В нём числилось 58 дворов и 291 человек.
В 1929 году в селе открыта начальная трёхлетняя школа. В том же году в селе создано товарищество по обработке земли «Гигант». В 1930 году во время коллективизации вместо него создаётся колхозная сельхозартель «Труд».
До Великой Отечественной войны в распоряжении колхоза находилось 100 дойных коров, около 400 овец, лошади, быки. Первое время уборка осуществлялась конной молотилкой, в которую впрягали 8 лошадей. С 1936 года колхоз начал обслуживаться Веселовской МТС.
В 1937 году построено новое здание начальной школы.
Большинство мужчин с началом войны ушло на фронт, 25 из них погибли.

## Население
| 2002 | 2007  | 2010  |
| ---- | ----- | ----- |
| 1232 | ↗1312 | ↘1101 |

## Известные уроженцы и жители
- Фролов, Иван Ефимович (1918 — 1957) — советский поэт.